# Grand Prix Legends
Grand Prix Legends (conocido como GPL) es un juego de simulación de carreras para computadora, desarrollado por la compañía Papyrus Design Group y publicado por Sierra Entertainment en 1998. Consiste en una simulación de la temporada de carreras del campeonato de Fórmula 1 de 1967, y es considerado por mucha gente uno de los juegos de carreras más realistas.

## Simulación de 1998 en los autos de 1967
El juego, desarrollado bajo la dirección de David Kaemmer y Randy Cassidy. Al día de hoy mantiene una reputación como un simulador muy realista. Sus puntos fuertes son la física del coche bastante precisa (como el coche responde y se siente en la pista), gráficos razonablemente atractivos, impresionantes efectos de sonido del motor, buenas carreras en línea y un apoyo sólido en Internet en la comunidad de usuarios. Los puntos débiles son el juego de la dificultad de que los coches son bastante difíciles de conducir(aunque muchos fanes consideran que se trata de una virtud, como los coches de Fórmula 1 de la época eran difíciles de manejar frente a los modernos de alta carga aerodinámica), y algunos defecto menor físico, tales como modelos aerodinámicamente primitivos (por arrastre, etc), y un modelo de neumático simplificado que omite por completo desgaste de los neumáticos, aunque, en 1967, los neumáticos de los coches de F1 no se desgastaban durante la carrera y con regularidad podría ser utilizado por más de un evento.

## Jugabilidad
David Kaemmer dijo que "Conducir un coche GP de 1967 es más difícil que manejar casi cualquier otra cosa, y la simulación es más difícil que conducir un coche de verdad ... mucha gente piensa que se siente como conducir sobre hielo."
De alguna manera GPL es más un deporte virtual de un juego. La esencia de la GPL es el talento necesario para conducir estos coches clásicos en los desafiantes circuitos de la era de 1967. Al igual que en aprender a tocar un instrumento musical, el jugador debe tener la paciencia y dedicación, y el tacto suave para sacar el máximo partido a estas máquinas.
Gran parte de la dificultad en la conducción de la GPL máquinas se debe a la precisión del modelo de las físicas, que se limita a las condiciones secas. carreras con lluvia no se pierden, sin embargo, el manejo del auto es un poco resbaladizo de todos modos.

## Éxito comercial
Aunque aclamado por la prensa en 1998 como el simulador de carreras más realista jamás, GPL no vendió muy bien, especialmente en los EE.UU, donde un juego de carreras basado en Fórmula 1 tiene menos atractivo que en el resto del mundo. Además, los coches eran difíciles de manejar, mientras que los requisitos de hardware no funcionan bien en muchos equipos en el momento de su lanzamiento.
GPL 's la falta de soporte incorporado para tarjetas aceleradoras 3D que no sean las producidas por 3dfx y Renditión contribuyeron a una disminución en las ventas cuando lse convirtieron en obsoletas, ya que al momento no había apoyo en Direct3D.
A partir de 2004 las ventas totales fueron de 200.000 unidades. Muchas de estas ventas fueron bastante tarde en el juego de la vida, al aumento de la potencia en las CPU hizo que el juego funcionara mejor, y después de Papyrus había lanzado parches para permitir trabajar con aceleradores gráficos modernos. La incorporación de soporte Force Feedback también ayudó.

## Comunidad
La columna vertebral de este juego es su fuerte comunidad. Hay actualizaciones y addons para todas las pistas, los coches, los menús, AI, y los pilotos. En la actualidad hay más de 500 pistas hechas por los fanes del juego, que se enumeran en la alternativa GPL pista de base de datos. Las carreras en línea se organizan utilizando el Virtual Racers Online Connection. También está disponible ahora en línea es una nueva herramienta llamada IGOR que viene con GEM + 2 (una herramienta necesaria para todos los nuevos mods.) Muchas otras herramientas están disponibles, incluyendo las que permiten la telemetría como el análisis-y los diferentes grados de personalización. Estas herramientas se utilizan con frecuencia para la verificación de los tiempos de vuelta para su inclusión en el sistema de clasificaicon GPLRanks.
Prueba de ello un fuerte apoyo comunitario, son las actualizaciones de amplia gráfica de la pista original de Mónaco, donde muchas fotos de la actual Gran Premio en el momento se obtuvieron de la colección privada de muchas personas en la Comunidad. Esto para asegurarse de que todos los edificios, vallas, puentes y túneles históricos fueran correctas. El proyecto recibió el nombre de Mónaco Rocks y ha estado trabajando durante años, período durante el cual se pone constantemente las actualizaciones de la pista.
Otra característica destacable es la pista del Parque de Montjuich. Al igual que con el proyecto de Mónaco Rocks, numerosas fotos históricas y videos se utilizaron para crear la pista histórica lo más correcta posible. Con la ayuda de algunas personas dentro de la comunidad GPL, que al parecer tenía contactos con las empresas de radiodifusión español, la canción (junto con el mod del 69 ) sirvió como un punto de vista representitiva vista retrospectiva del antiguo GP Español durante la transmisión del GP de España del 2007, con Sir Jackie Stewart, comentando una vuelta completa a bordo.
Trackmakers GPL sabía que el juego original tenía un límite de 25 kilómetros de pista de longitud. Los Modders han abordado esta limitación y los parches se están liberando que resolver este problema. En 2009, 11 años después que Grand Prix Legends saliera originalmente, y con el problema de la longitud de camino, la comunidad ha terminado su proyecto más ambicioso hasta ahora: la realización de la total de 72 kilómetros de longitud de la pista de Targa Florio.